# Selenicereus
Selenicereus es un género de plantas suculentas perteneciente a la familia Cactaceae.

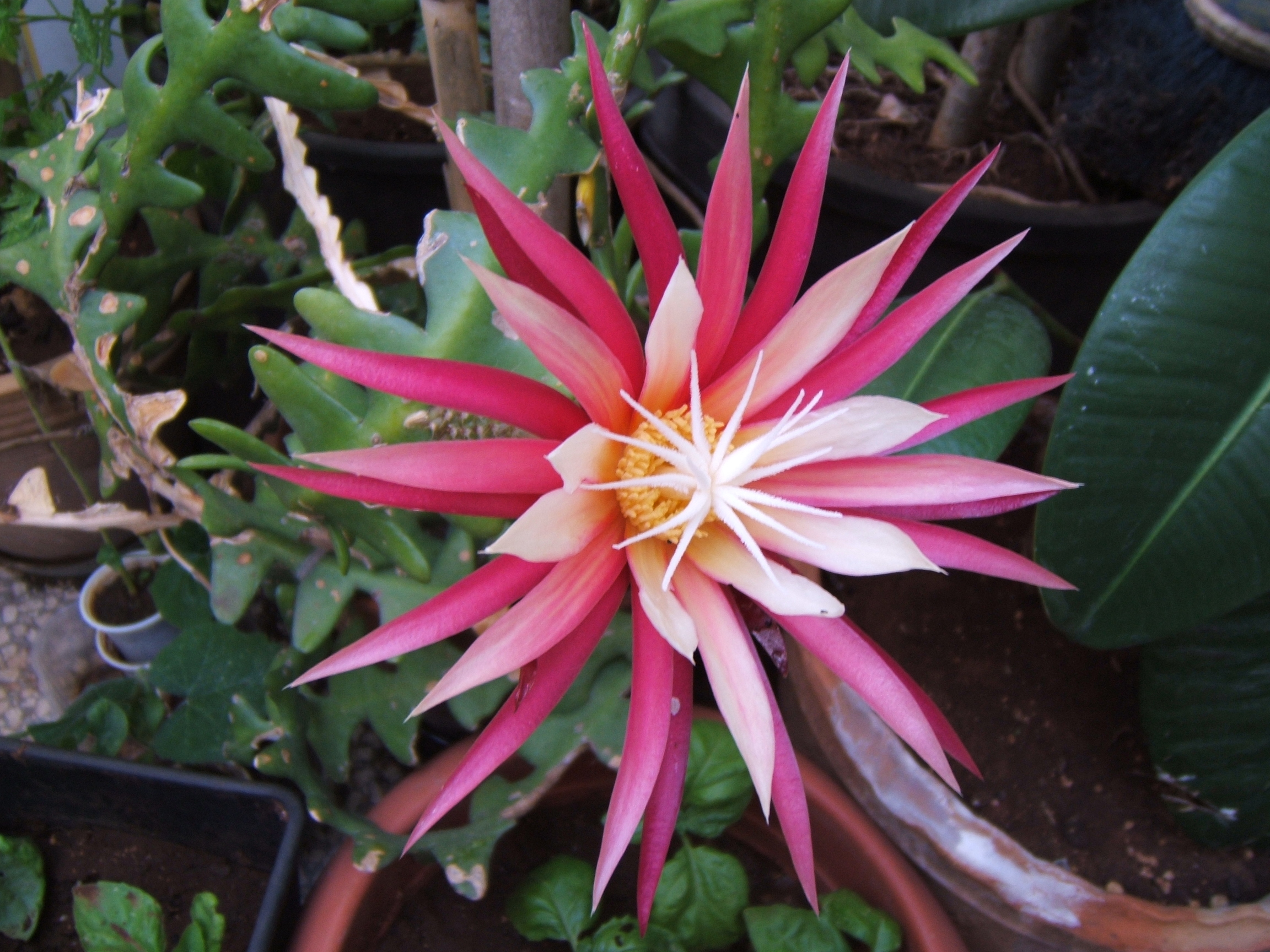
Selenicereus anthonyanus

## Descripción
La planta tiene tallos angulosos con raíces aéreas, las areolas pueden estar con o sin espinas dorsales. Las flores son grandes y nocturnas, polinizadas por las mariposas nocturnas. El receptáculo lleva las brácteas, los pelos y generalmente las espinas dorsales pequeñas. Las frutas tienen numerosas espinas.
Son trepadoras epífitas o saxícolas; con tallos acostillados o angulados, produciendo raíces aéreas; aréolas generalmente con espinas, cerdas y tricomas. Flores grandes, infundibuliformes, nocturnas; tubo receptacular con escamas y aréolas con espinas, cerdas y tricomas; partes petaloides del perianto blancas; estambres numerosos, insertos en la garganta del tubo receptacular; estilo exerto, lobos del estigma numerosos. Frutos ovoides o globosos, carnosos, rojos, aréolas con espinas, cerdas y tricomas; semillas negras.

## Taxonomía
El género fue descrito inicialmente por Alwin Berger como Cereus subsect. Selenicereus y publicado en Annual Report of the Missouri Botanical Garden 16: 76–77, en 1905, actualmente, es tanto un sinónimo como un basónimo; y ulteriormente, sería elevado a género por Nathaniel Lord Britton y Joseph Nelson Rose y publicado en Contributions from the United States National Herbarium 12(10): 429, en 1909.

#### Etimología
Selenicereus: nombre genérico se deriva del griego Σελήνη (Selene), la diosa de la luna y cereus, que significa "vela, cirio" en latín, en referencia a las flores nocturnas de las especies del género. 

## Especies seleccionadas
- Selenicereus anthonyanus
- Selenicereus atropilosus
- Selenicereus boeckmannii
- Selenicereus chontalensis
- Selenicereus coniflorus
- Selenicereus costaricensis
- Selenicereus dorschianus
- Selenicereus escuintlensis
- Selenicereus extensus
- Selenicereus grandiflorus
- Selenicereus guatemalensis
- Selenicereus hamatus
- Selenicereus inermis
- Selenicereus megalanthus
- Selenicereus minutiflorus
- Selenicereus monacanthus
- Selenicereus murrillii
- Selenicereus nelsonii
- Selenicereus ocamponis
- Selenicereus plumieri
- Selenicereus pteranthus
- Selenicereus purpusii
- Selenicereus setaceus
- Selenicereus spinulosus
- Selenicereus stenopterus
- Selenicereus tonduzii
- Selenicereus triangularis
- Selenicereus tricae
- Selenicereus undatus
- Selenicereus urbanianus
- Selenicereus vagans
- Selenicereus validus
- Selenicereus wercklei[1]